# Emilia Clarke
Emilia Isabelle Euphemia Rose Clarke (født 23. oktober 1986) er en engelsk skuespillerinde. Hun er bedst kendt for rollen som Daenerys Targaryen i HBO fantasy-serie Game of Thrones.

## Biografi
Født i London, England og voksede op i Berkshire. Hendes far er lydtekniker og hendes mor er en forretningskvinde. Hun har en bror der læser politik. Hun begyndte at spille skuespil da hun var tre efter hun så Show Boat, som hendes far arbejdede på. Hun uddannede sig på St Edward's School, Oxford (2000-2005), hvorefter hun læste på Drama Centre London, hvor hun blev uddannet i 2009.

## Karriere
Clarkes første tv-rolle var som gæstestjerne i Doctors i 2009, som hun fik på sit sidste år. Hendes næste rolle var i 2010, i en tv-film for kanalen SyFy, der hed Triassic Attack hvor hun spillede en karakter der hed Savannah. Hendes store gennembrud var da hun blev castet som Daenerys Targaryen i HBO Game of Thrones, som er baseret på George R. R. Martins bogserie A Song of Ice and Fire. Clarke var castet som erstatning af den britiske skuespillerinde Tamzin Merchant som blev castet til prøveafsnittet, men senere droppede ud af ukendte årsager. Serien kørte første gang i april 2011 med stor succes og er hurtig blevet fornyet med flere sæsoner.
I hendes teaterroller spillede hun Viola i Helligtrekongersaften, Rosencrantz i Hamlet, og Anita i Westside Story.[kilde mangler]

## Filmografi
| År         | Film/Tv-serie      | Rolle              | Noter        |
| ---------- | ------------------ | ------------------ | ------------ |
| 2009       | Doctors            | Saskia Mayer       | Afsnit 11.89 |
| 2010       | Triassic Attack    | Savannah           | TV film      |
| 2011- 2019 | Game of Thrones    | Daenerys Targaryen |              |
| 2013       | Dom Hemmingway     | Evelyn             |              |
| 2015       | Terminator Genisys | Sarah Connor       |              |
| 2016       | Me Before You      | Louisa Clark       |              |
| 2019       | Above Suspicion    | Susan Smith        |              |
| 2019       | Last Christmas     | Kate               |              |